# Niedziela będzie dla nas
Niedziela będzie dla nas – piosenka zespołu Niebiesko-Czarni z 1966 roku, skomponowana przez Zbigniewa Podgajnego, ze słowami Franciszka Walickiego. Piosenka ukazała się najpierw na singlu, a następnie na eponimicznej płycie zespołu. W roku 1989 ukazała się wersja zespołu Big Cyc ze zmienionym tekstem, pod tytułem Niedziela, która ukazała się na debiutanckiej płycie zespołu Z partyjnym pozdrowieniem.

## Muzyka
Piosenka jest rock and rollem z harmonią bluesową, inspirowaną utworem zespołu The Rolling Stones It’s All Over Now. Oryginał (który skomponowali Bobby Womack i Shirley Womack) charakteryzuje się podobnymi cechami: tempem, strukturą i akordami, a także rhythm and bluesowy klimat, choć pozbawionej charakterystycznej dla tego stylu drapieżności, w klimacie polskiego bigbitu.

## Tekst
Piosenka w swej warstwie tekstowej jest wyliczanką prozaicznych czynności, w pierwszej zwrotce chłopca (tę partię śpiewa Wojciech Korda), w drugiej – dziewczyny (Kasia Sobczyk) w każdy dzień tygodnia, które są wypełnione zajęciami, przy czym druga wyliczanka kontrastuje z pierwszą. Jedyny dzień, kiedy zakochani mogą spędzić ze sobą to niedziela (w latach sześćdziesiątych sobota była dniem pracy) – ale za to niedziela będzie dla nas. Krytycy zwracają uwagę, że choć w warstwie muzycznej utwory polskiego big beatu były zdecydowanie kontrkulturowe, nie dotyczyło to tekstów piosenek, konformistycznych i ugrzecznionych. Autor tekstu, Franciszek Walicki nie był przedstawicielem pokolenia big beatu, jest pozbawiony cech indywidualnych. Jest to pierwsza wersja tekstu, nigdy nie zmieniana. Według członka zespołu Wojciecha Kordy, nie był to utwór z przekazem, alegoryczny, ale nie znudził się słuchaczom.

## Cover zespołu Big Cyc
Wersja zespołu Big Cyc opowiada o pierwszym dniu stanu wojennego w Polsce. Według Krzysztofa Skiby piosenki ze słowem niedziela w tytule kojarzyły się w pokoleniu lat 80. z wprowadzeniem stanu wojennego przez generała Wojciecha Jaruzelskiego. Sama piosenka została nagrana w charakterze punkowego kabaretu.